# Poczta Krima
Poczta Krima (ros. Почта Крыма) – rosyjskie unitarne przedsiębiorstwo federalne świadczące usługi pocztowe na Krymie. Powstało 21 kwietnia 2014 roku, po aneksji Krymu przez Rosję. Ukrposzta przestała dostarczać przesyłki na Krym w kwietniu 2014. 